# Miszka walczy z Judeniczem
Miszka walczy z Judeniczem (ros. Мишки против Юденича, Miszki protiw Judienicza) – radziecki film niemy z 1925 roku w reżyserii Grigorija Kozincewa i Leonida Trauberga. Jeden z pierwszych filmów awangardowej grupy FEKS-ów. Film jest obecnie uznawany za utracony.
Film jest parodią Czerwonych diabląt. Ukazuje epizody z obrony Piotrogrodu w latach wojny domowej na przykładzie dziwacznych przygód artysty cyrkowego w sztabie generała Judenicza.

## Fabuła
Komedia o przygodach młodego chłopca imieniem Miszka oraz jego kompanie niedźwiedziu, także tak nazwanym. Akcja rozgrywa się w siedzibie generalnej Judenicza podczas rosyjskiej wojny domowej.

## Obsada
- Aleksandr Zawjałow jako Miszka
- Pawieł Bieriezin jako niedźwiedź
- Jewgienij Kumiejko jako generał Judenicz
- Janina Żejmo
- Siergiej Gierasimow jako szpieg
- Andriej Kostriczkin jako szpieg
- Emil Gal jako fotograf